# Abbazia di Santa Maria (Vernio)
L'abbazia di Santa Maria è un edificio religioso che si trova a Montepiano, una frazione di Vernio, in provincia di Prato.

## Storia
Sorta intorno al 1095 in una radura sul torrente Setta presso il romitorio del beato Pietro, fu ampliata prima del 1138, quando venne consacrata solennemente dal vescovo di Pistoia, Sant'Atto. Il monastero vallombrosano, che ebbe vasti possessi fino al Mugello e gestì uno "Spedale", fu lasciato dai monaci nel XVI secolo, passando al clero secolare.
Durante una ristrutturazione, nel 1843, venne gravemente danneggiato da un terremoto, che abbatté parte del complesso.

## Descrizione
La chiesa conserva il bel paramento in arenaria del XII secolo, opera di maestranze lombarde, che dotarono la facciata dell'originale coronamento ad archetti rampanti su colonnini, l'unico esempio noto nell'area pratese e pistoiese, e scolpirono il notevole portale, ornato da rilievi arcaizzanti sull'architrave e nella soprastante lunetta. Questa è occupata da una ieratica figura di orante, a braccia sollevate e mani aperte, con un corto gonnellino a pieghe.
All'interno l'alta, suggestiva navata con copertura a capriate, conserva a destra un importante gruppo di affreschi databili ad un periodo compreso tra 1260 e 1280: tre riquadri, che uniscono influssi lombardi e toscani, raffigurano la Natività, l'Annunciazione e l'Arcangelo Michele; contigui sono l'imponente San Cristoforo, il gigante patrono dei viandanti, opera fiorentina della corrente bizantina più raffinata, e una rigorosa Madonna col Bambino, basata su prototipi bizantini.
Sulla parete opposta restano alcuni frammenti del XIII secolo con Storie del beato Pietro e una raffinata serie di Santi, della fine del Trecento, accostati allo Pseudo-Ambrogio di Baldese. Altri affreschi fra XIV e inizi del XV secolo sono sulle pareti e in controfacciata (attribuiti a Lorenzo di Niccolò e Pietro di Miniato). 
Nel presbiterio, introdotto da un arco in pietra serena tardo cinquecentesco, si trova l'altare, sotto il quale è un calco del rilievo di Giroldo da Como (1262), realizzato per la Badia, ora esposto nel Museo dell'Opera del Duomo a Prato, mentre sul fondo del coro una nicchia secentesca protegge le reliquie del beato Pietro.
All'altare maggiore della chiesa era una documentata tavola con l'Assunzione della Vergine e Santi dipinta da Alessandro Fei per Pierantonio de' Bardi nel 1575 - 1580 circa, presente in chiesa almeno fino al 1826 ma oggi non più rintracciabile.

## Altre immagini

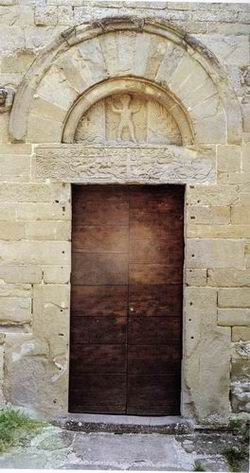
Portale
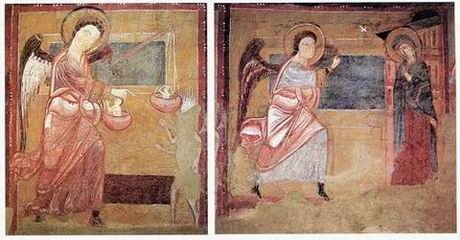
Arcangelo Michele e Annunciazione
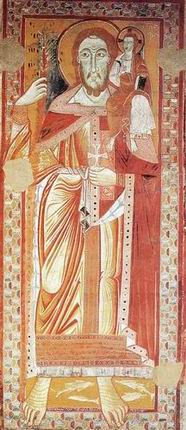
San Cristoforo
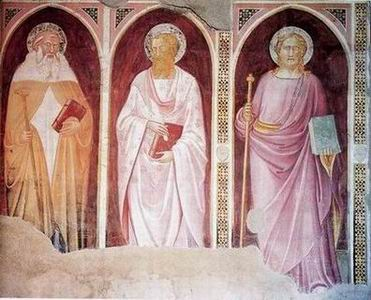
Santi trecenteschi
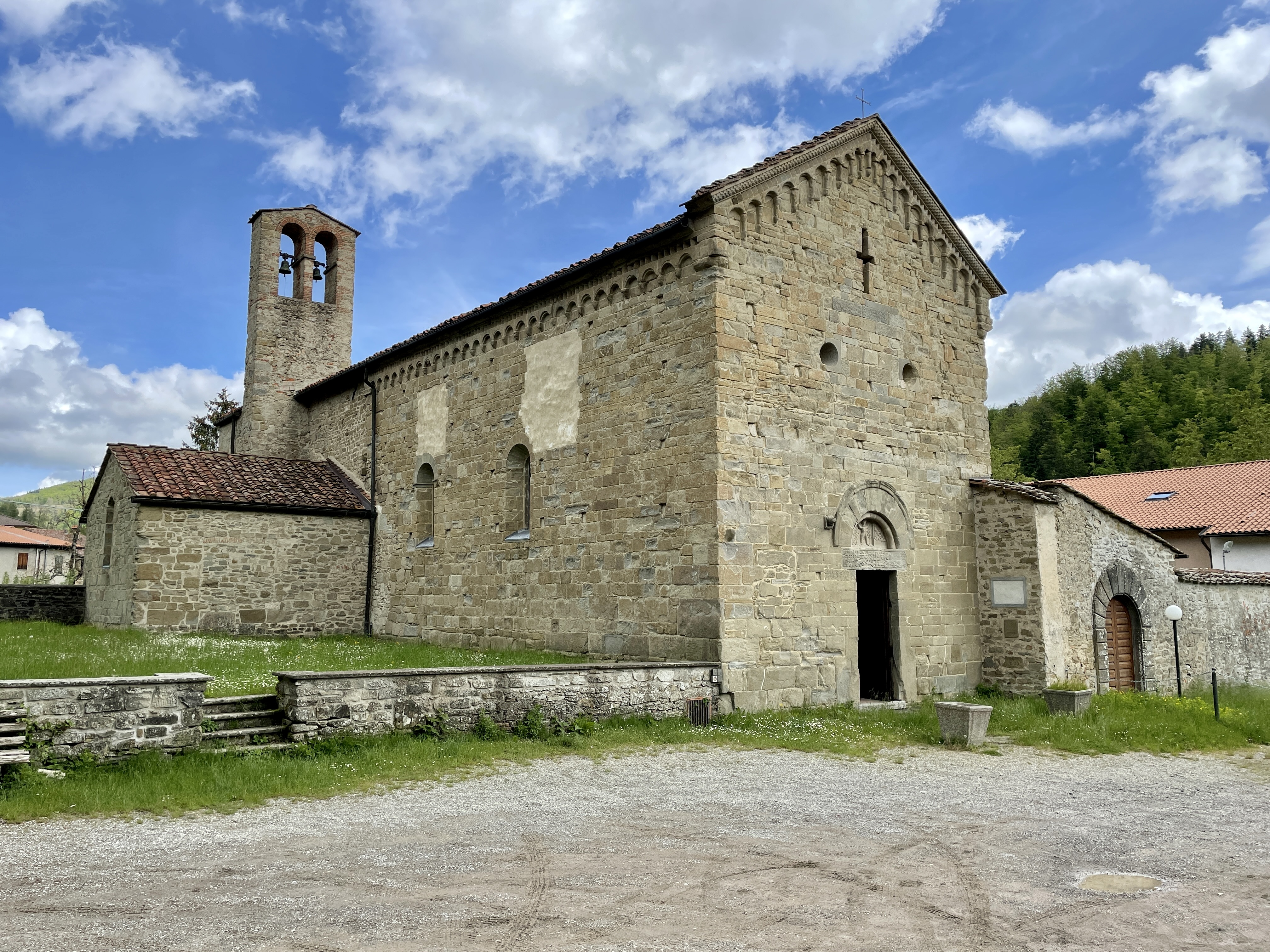
Esterno della Badia di Montepiano (PO)
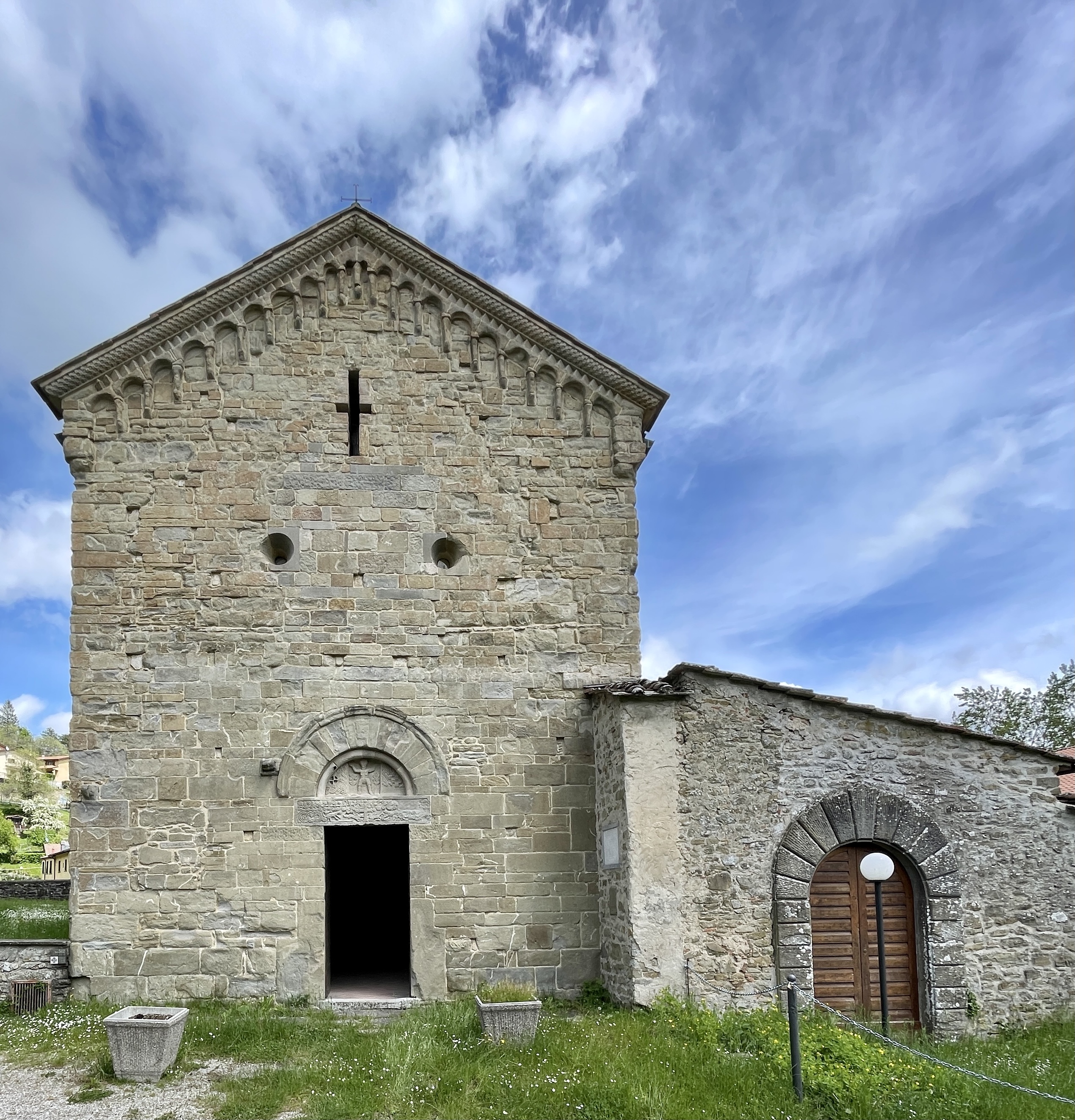
Facciata della Badia di Montepiano (PO)
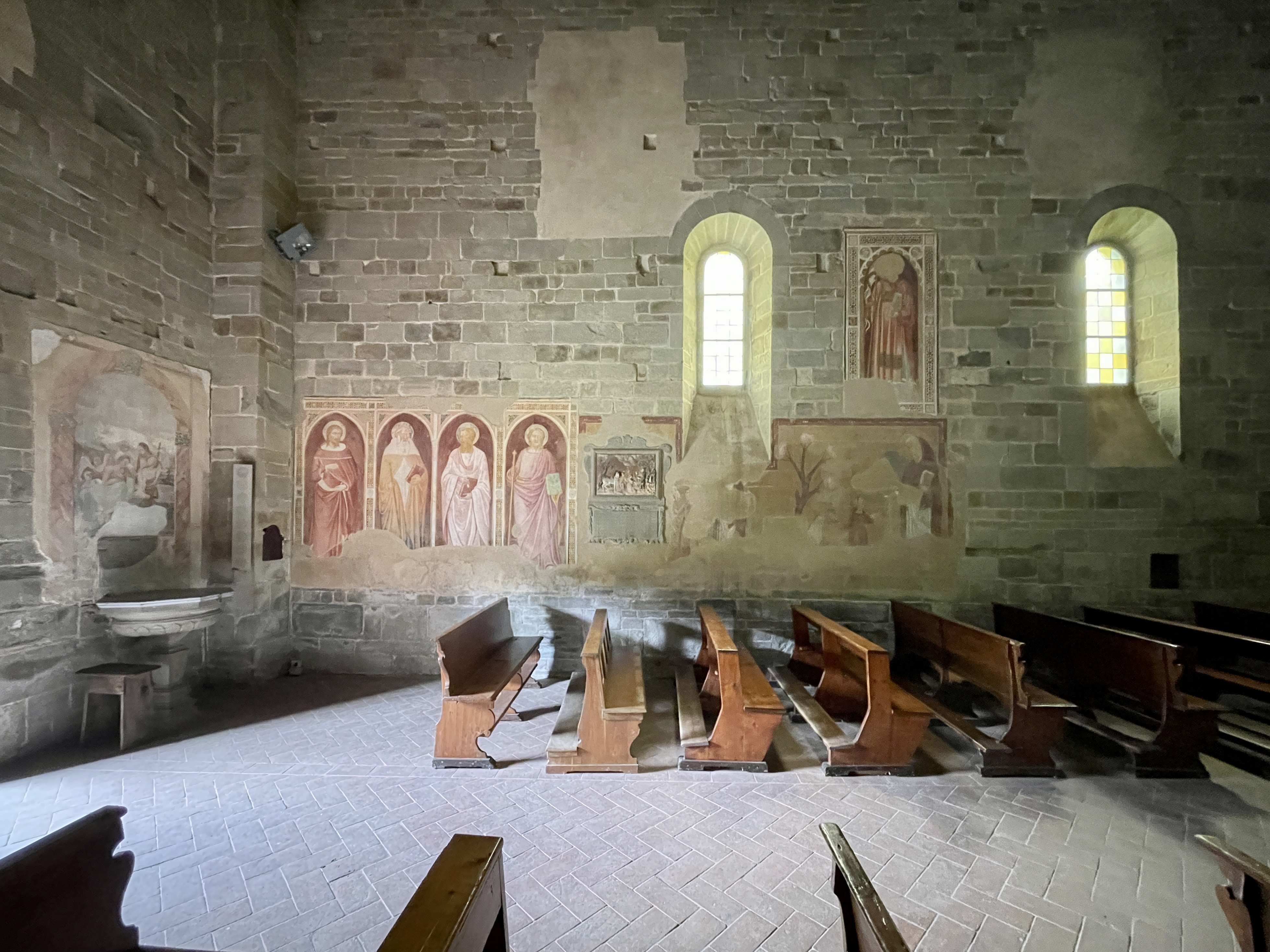
Affreschi nord della Badia di Montepiano
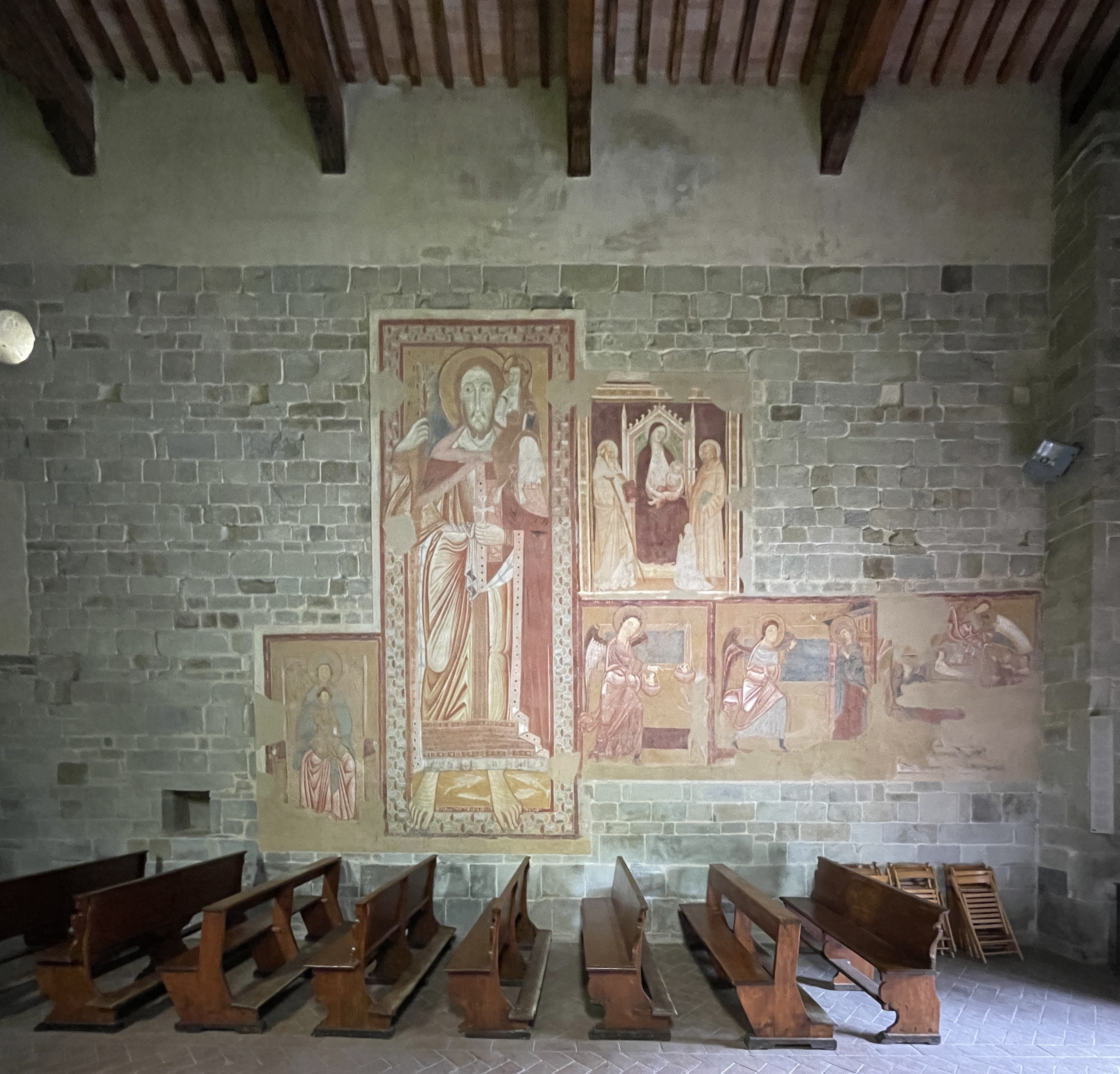
Affreschi lato sud della Badia di Montepiano
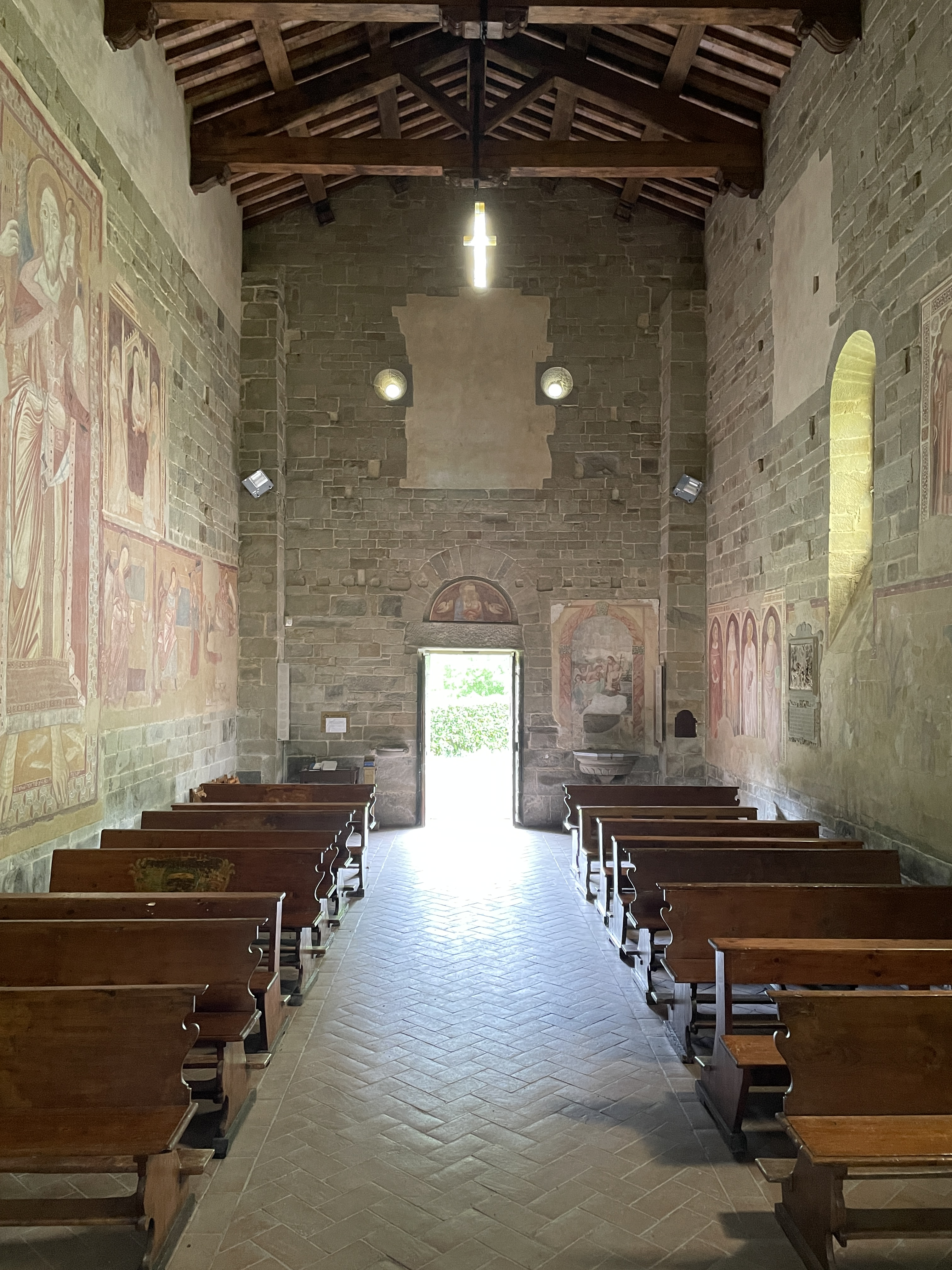
Navata della Badia di Montepiano